# 245 (عدد)
245 هو عدد صحيح  طبيعي بين 244 و246

## في الرياضيات

### خصائص
- 245 عدد فردي
- 245 عدد ناقص
- 245 عدد مضلعي (26 أضلاع-...)